# Рассел, Мерисса
Мери́сса Ра́ссел (англ. Merissah Russell; 3 марта 2002, Оттава, Канада) — канадская баскетболистка, выступающая на позиции атакующего защитника за клуб «Луисвилл Кардиналс».

## Карьера
Родилась 3 марта 2002 года в Оттаве, Канада, в семье Натали и Тони Расселов; есть сестра Майя. В подростковом возрасте увлекалась тач-регби. Позднее стала заниматься баскетболом. Играла за «Нипиан-Блю-Девилс» (англ. Nepean Blue Devils), параллельно тренируясь с мужской юношеской командой «Глостер Камберленд Вулвенирс» (англ. Gloucester Cumberland Wolverines). В девятом классе присоединилась к команде «Кэпитал-Кортс» (англ. Capital Courts).
Летом 2020 года стала игроком «Луисвилл Кардиналс» (англ. Louisville Cardinals). В дебютном сезоне провела на площадке 135 минут за 20 игр, набрала 43 очка, совершила 44 подбора и восемь результативных передач. В сезоне 2021/22 сыграла в 16 играх из 29 возможных. По статистике, провела на площадке 112 минут, набрала 22 очка, выполнила 18 подборов и пять результативных передач. В сезоне 2022/2023 сыграла в 37 матчах, набирая в среднем 4,6 очка и совершая 2,5 подбора за игру.

### В сборной
В 2017 году заняла второе место на чемпионате Америки среди девушек до 16 лет. В 2018 году вызывалась в сборную на чемпионат мира среди девушек до 17 лет. В 2019 году приняла участие в чемпионате мира среди девушек до 19 лет.
В 2021 году дебютировала в национальной сборной Канады, вместе с которой заняла четвёртое место на чемпионате Америки. В 2022 году сыграла в двух матчах квалификационного раунда чемпионата мира. В 2023 году завоевала бронзовые медали чемпионата Америки. В 2025 году повторила успех национальной команды двухлетней давности в рамках чемпионата Америки, проходившем в чилийском Сантьяго.